# Васильев, Дмитрий Викторович
Дми́трий Ви́кторович Васи́льев (род. 26 декабря 1979 года, Уфа, СССР) — российский прыгун с трамплина, мастер спорта России международного класса, многократный призёр этапов Кубка мира, многократный чемпион России. Участник двух Олимпийских игр (2006 и 2014) и десяти чемпионатов мира (1999—2019).
Завершил карьеру в 2020 году.

## Общая информация

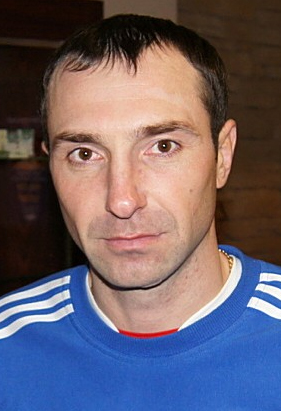
Дмитрий Васильев

4 января 2001 года в Инсбруке во время «Турне четырёх трамплинов» сдал положительную допинг-пробу на фуросемид, в результате получил двухгодичную дисквалификацию, ряд его результатов был аннулирован. Из-за дисквалификации Васильев пропустил, в том числе, и зимние Олимпийские игры 2002 года.
На Олимпийских играх 2006 года в Турине на трамплине К90 Васильев лидировал после первого прыжка, на 0,5 очка опережая Янне Ахонена и Томаса Моргенштерна, однако сорвал второй прыжок и в итоге занял лишь 10-е место. На трамплине К120 Васильев был 17-м, а в командном первенстве в составе сборной России занял 8-е место.
По итогам «Турне четырёх трамплинов» сезона 2008/09 занял 5-е место в общем зачёте — высшее в истории российского спорта. В том же сезоне занял высшее в карьере пятое место в общем зачёте Кубка мира, шесть раз за сезон поднявшись на подиум на отдельных этапах.
На Олимпийских играх 2014 года был 26-м на трамплине HS140. Также выступал в командном первенстве, где сборная России заняла девятое место.
Участник чемпионатов мира по полётам на лыжах 2000, 2004, 2006, 2008, 2012, 2014, 2018 годов. Лучший результат — 8-е место (2014, HS205), в командном первенстве — 5-е место (2008, HS213).

## Подиумы на этапах Кубка мира (12)

### Подиумы в личных прыжках (9)
| № | Сезон   | Дата        | Место проведения    | Трамплин     | Место | Отчёт |
| - | ------- | ----------- | ------------------- | ------------ | ----- | ----- |
| 1 | 2000/01 | 1 янв 2001  | Гармиш-Партенкирхен | K115         | 2     |       |
| 2 | 2006/07 | 4 фев 2007  | Титизе-Нойштадт     | K120 (HS142) | 3     |       |
| 3 | 2008/09 | 29 дек 2008 | Оберстдорф          | K120 (HS137) | 3     |       |
| 4 | 2008/09 | 6 янв 2009  | Бишофсхофен         | K120 (HS140) | 3     |       |
| 5 | 2008/09 | 8 мар 2009  | Лахти               | K90 (HS97)   | 3     |       |
| 6 | 2008/09 | 13 мар 2009 | Лиллехаммер         | K123 (HS138) | 2     |       |
| 7 | 2008/09 | 15 мар 2009 | Викерсунн           | K185 (HS207) | 3     |       |
| 8 | 2008/09 | 20 мар 2009 | Планица             | K185 (HS215) | 3     |       |
| 9 | 2012/13 | 1 дек 2012  | Куусамо             | HS142        | 2     |       |

### Подиумы в командных прыжках (3)
| № | Сезон   | Дата        | Место проведения | Трамплин | Место | Отчёт |
| - | ------- | ----------- | ---------------- | -------- | ----- | ----- |
| 1 | 2008/09 | 15 фев 2009 | Оберстдорф       | HS213    | 2     |       |
| 2 | 2008/09 | 21 мар 2009 | Планица          | HS215    | 3     |       |
| 3 | 2011/12 | 27 ноя 2011 | Куусамо          | HS142    | 3     |       |

## Рейтинг в Кубке мира
| Сезон     | Позиция         |
| --------- | --------------- |
| 1999/2000 | 42              |
| 2000/01   | 33              |
| 2002/03   | 53              |
| 2003/04   | 59              |
| 2004/05   | 29              |
| 2005/06   | 22              |
| 2006/07   | 11              |
| 2007/08   | 18              |
| 2008/09   | 5               |
| 2009/10   | 28              |
| 2010/11   | 75              |
| 2011/12   | 39              |
| 2012/13   | 22              |
| 2013/14   | 40              |
| 2014/15   | 34              |
| 2016/17   | 58              |
| 2017/18   | 56 (21.01.2018) |